# Siegfried Mühsam

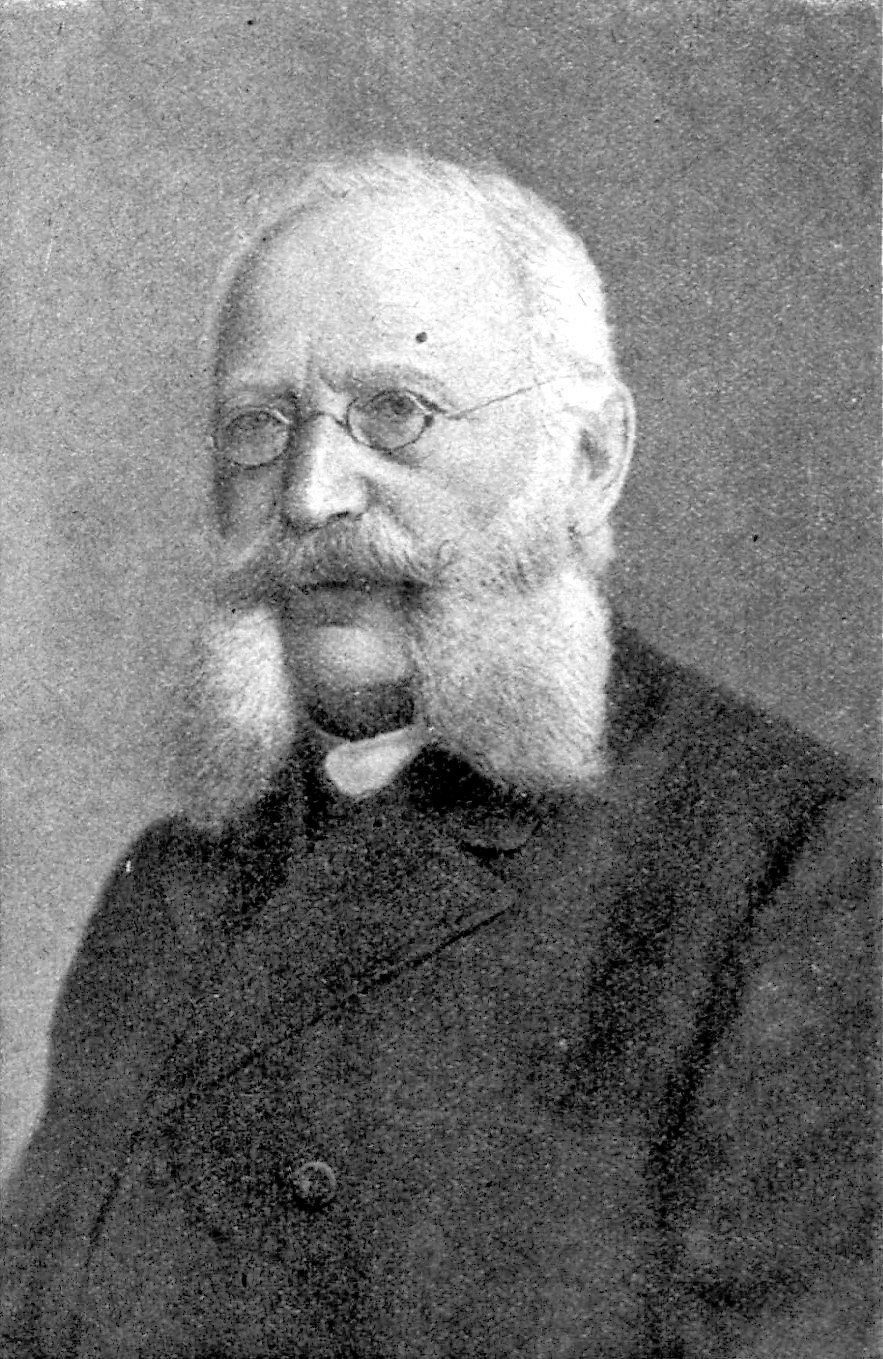
Siegfried Mühsam

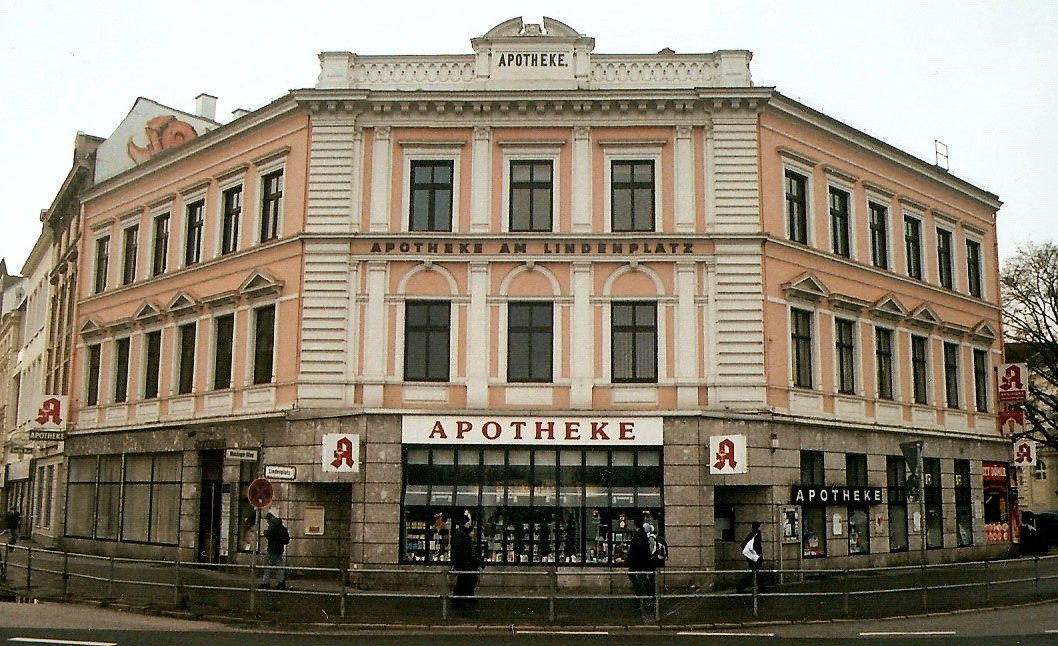
Mühsams Apotheken-Gebäude

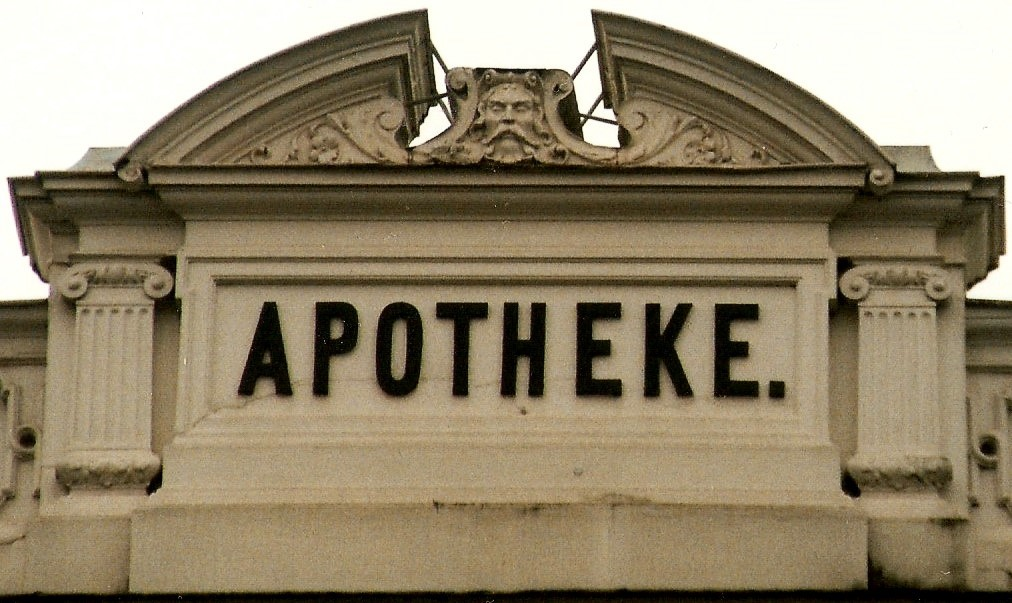
Detail: Apotheken-Gebäude

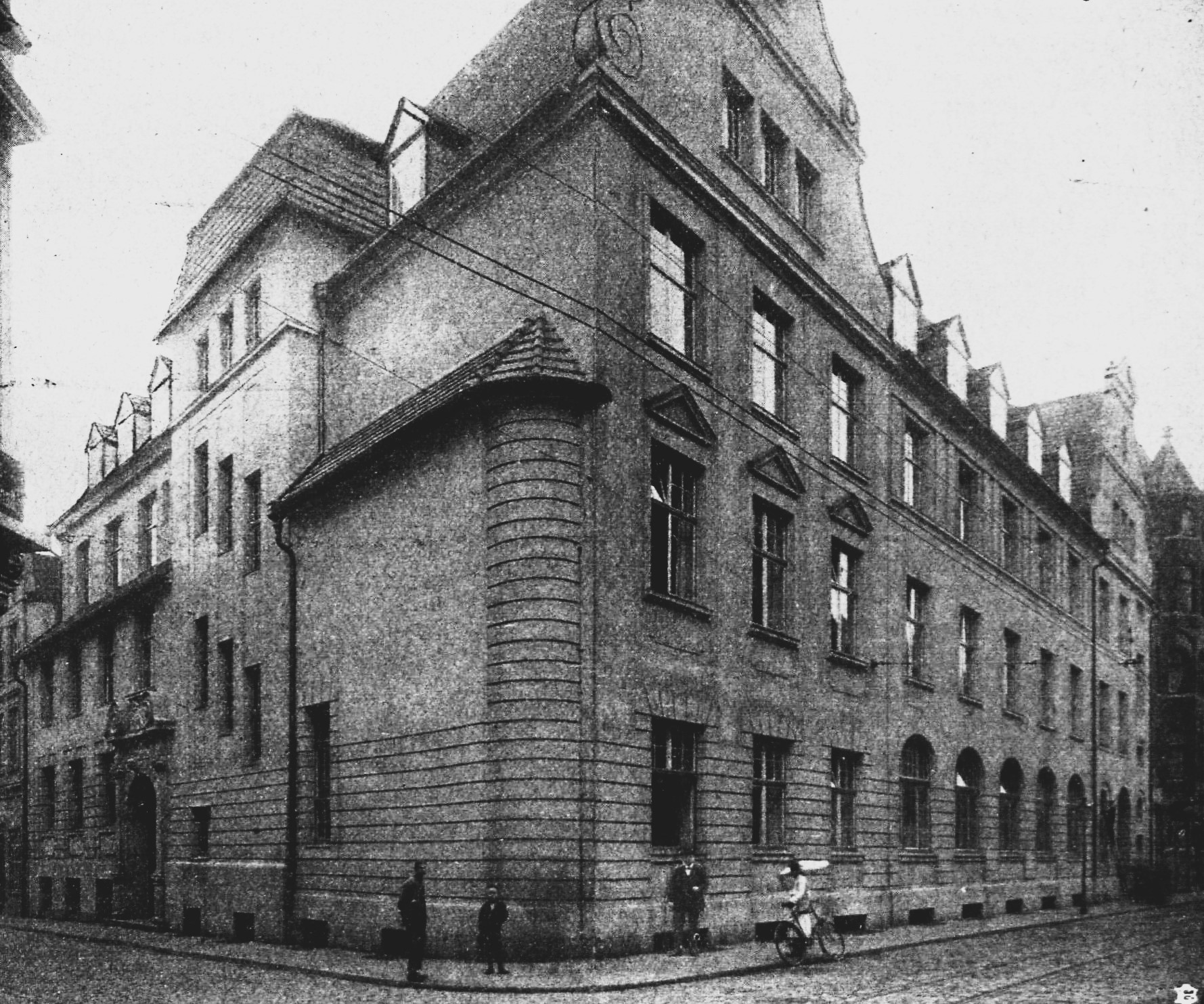
Steuerbehörde (1908)

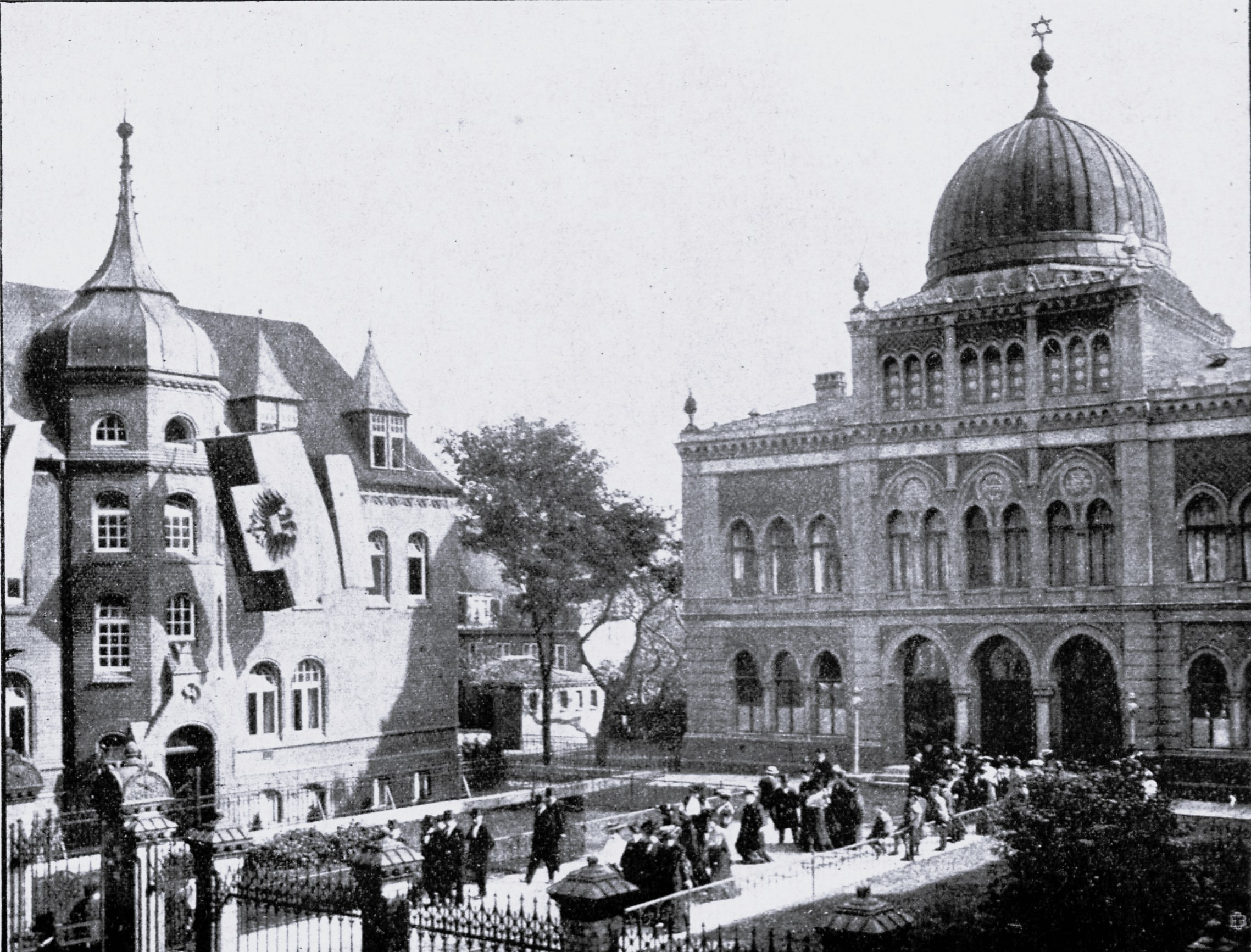
Einweihungsfeier des Lübecker Israelitischen Heims am 27. September 1904

Siegfried Seligmann Mühsam (* 2. September 1838 in Landsberg (Oberschlesien); † 20. Juli 1915 in Lübeck) war Apotheker und Chemiker.

## Leben

### Laufbahn
Siegfried Mühsam war das zweite Kind von Moritz Mühsam und Charlotte, geb. Schweitzer. Er besuchte das Gymnasium in Oppeln und studierte nach mehreren Praktika in Apotheken Pharmazie an der Universität Königsberg. Im Mai 1866 erhielt er seine Approbation.
Im Jahre 1879 kam er nach Lübeck. Als die Vorstadt St. Lorenz noch nicht stark bebaut war, errichtete er an der Ecke zur Moislinger Allee ein stattliches Apotheken-Gebäude, in dem er als erster Apotheker, dem für eine Vorstadt eine Konzession erlassen wurde, viele Jahre wirkte. Als Gerichtschemiker widmete er sich experimentellen Arbeiten im Labor. Er wirkte viele Jahre als Apotheken-Revisor.
Er war Mitglied der Gesellschaft zur Beförderung gemeinnütziger Tätigkeit sowie der Gesellschaft Deutscher Naturforscher und Ärzte. Als Freimaurer gehörte er der Lübecker Loge Zur Weltkugel an, welche ihr Logenhaus in der Mengstraße 7–11 hatte.
Er zählte zu dem Gründern des St. Lorenz-Vereins, in dem er sowohl als Mitglied als auch Vorstand nahezu 30 Jahre tätig war.
Siegfried Mühsam wurde 1887 als eines der ersten Mitglieder der Jüdischen Gemeinde in die Lübecker Bürgerschaft gewählt und gehörte ihr bis zu seinem Tod an. Er gehörte zu den regelmäßigen Rednern der Bürgerschaft und wusste durch Gewissenhaftigkeit und Sachlichkeit zu beeindrucken. Ihm lag weder daran in irgendeiner Form Konfessionelles noch Glaubenssachen bei seinem Eingreifen in die Öffentlichkeit hervortreten zu lassen. Ihm lag einzig das Wohl der Allgemeinheit am Herzen.
Mit stets großer Mehrheit wurde er über fünf Wahlperioden wiedergewählt. Mühsam schied so durch höhere Gewalt im 28. Jahre, was, wie in den Nachrufen betont wurde, fast einem Menschenalter gleichkam, seiner eigentlich erst 1917 abgelaufenen Amtszeit aus.
Während jener Jahre, zwischen 1888 und 1910, gehörte er regelmäßig, die vorgeschriebenen verfassungsgemäßen Pausen beachtend, dem Bürgerausschuss an. Er wirkte in allen wichtigen Kommissionen mit und hatte einen besonders tiefen Einblick in die Steuer- und Finanzfragen im Hinblick auf die Verhältnisse der Freien und Hansestadt Lübeck. Folgerichtig war er langjähriges Mitglied der Steuerbehörde sowie der Schätzungskommission für Einkommen und Grundstücke.
Von 1905 bis 1911 gehörte er dem Vorstand des Handelsmuseums, in den Jahren 1894 bis 1896 dem des St. Lorenz-Frauenvereins und mehrere Jahre dem des Israelitischen Altenheims an.
Ein bleibendes Denkmal hatte er sich durch die Gründung des Weihnachtsfonds geschaffen. Aus dessen Zinsen wurden Bedürftige der Vorstadt alljährlich mit einer Weihnachtsgabe beschert.

### Familie
Siegfried Mühsam war mit Rosalie geb. Cohn verheiratet und hatte mit ihr zwei Söhne und zwei Töchter. Die Älteste war Margarethe (1875–1958). Der ältere Sohn Hans (1876–1957) wurde später Arzt und emigrierte 1938 nach Palästina. Seinen jüngeren Sohn, den späteren Anarchisten und Schriftsteller Erich Mühsam (1878–1934), musste er, nachdem dieser einen kritischen Artikel im Lübecker Volksboten veröffentlicht hatte, vom Katharineum nehmen. Erich Mühsam wurde nach der Machtergreifung der Nationalsozialisten inhaftiert und im KZ Oranienburg ermordet. Die jüngste Tochter Charlotte (1881–1972), später verh. Landau, war 1919–1921 Bürgerschaftsabgeordnete der DDP. Sie emigrierte schon im April 1933 mit ihrem Mann nach Haifa.

## Werke
- Apotheken-Manual: Anleitung zur Herstellung von in Apotheken gebräuchlichen PräparateBand 11 n, welche in der Pharmacopoea Germanica, Editio altera, keine Aufnahme gefunden haben. 2., verm. u. verbess. Aufl. Leipzig: Denicke 1885.

Digitalisat des Exemplars der TU Braunschweig
- Die Killeberger: nach der Natur aufgenommen / von Onkel Siegfried. Leipzig: Kaufmann 1910 (5. Aufl. 1927).
- Geschichte des Namens Mühsam: nach amtlichen Urkunden und mündlicher Überlieferung. Familien-Chronik. 2. Aufl. Lübeck: Werner & Hörnig 1912.

## Verweise

### Archive
- Stadtarchiv der Hansestadt Lübeck